# شهرداری کروشوو
شهرداری کروشوو (به لاتین: Kruševo Municipality) یک منطقهٔ مسکونی در مقدونیه شمالی است که در مقدونیه شمالی واقع شده‌است. شهرداری کروشوو ۱۹۰٫۶۸ کیلومتر مربع مساحت و ۹٬۶۸۴ نفر جمعیت دارد.